# Rémora grêle
Phtheirichthys lineatus
Genre
Espèce
Statut de conservation UICN

 LC  : Préoccupation mineure
Le Rémora grêle (Phtheirichthys lineatus) est un poisson pilote de la famille des Echeneidae.
Son disque céphalique est court, dépassant à peine à base ses nageoires pectorales.
Son corps est très fin et sa tête est petite. Ses nageoire dorsale et anale sont longues, plus hautes à l’avant.
La ventouse se constitue de 9 à 11 lamelles. Il a souvent une bande longitudinale brun foncé, mais le corps est parfois blanchâtre uniforme ou brun noirâtre.
Le juvénile est noir.
Taille: 45-76 cm
De l’Atlantique à la Manche. C’est une espèce rare.
Référence: Guide d’identification des poissons marins Europe et Méditerranée Ulmer

### GenrePhtheirichthys
- (en) Catalogue of Life : Phtheirichthys (consulté le 11 décembre 2020)
- (en) FishBase : liste des espèces du genre Phtheirichthys (site miroir)
- (fr + en) ITIS : Phtheirichthys  Gill, 1862
- (en) WoRMS : Phtheirichthys Gill, 1863 (+ liste espèces)
- (en) Animal Diversity Web : Phtheirichthys

### EspècePhtheirichthys lineatus
- (en) Catalogue of Life : Phtheirichthys lineatus (Menzies, 1791) (consulté le 18 décembre 2020)
- (en + fr) FishBase : espèce Phtheirichthys lineatus  (Menzies, 1791) (+ traduction) (+ noms vernaculaires 1 & 2)
- (fr + en) ITIS : Phtheirichthys lineatus  (Menzies, 1791)
- (en) WoRMS : espèce Phtheirichthys lineatus (Menzies, 1791)
- (en) Animal Diversity Web : Phtheirichthys lineatus
- (en) UICN : espèce Phtheirichthys lineatus